# Jürgen Bosse
Jürgen Bosse (* 4. November 1939 in Quakenbrück; † 7. Dezember 2024 in Essen) war ein deutscher Theaterregisseur und Intendant.

## Leben
Bosse, der zunächst Agrarwissenschaften studierte, begann seine Theaterlaufbahn als Assistent von Fritz Kortner in Berlin. Sein Regiedebüt gab er 1970 unter der Intendanz von Arno Wüstenhöfer am Schauspielhaus Wuppertal mit Rainer Werner Fassbinders Katzelmacher. 1975 holte ihn Schauspieldirektor Claus Leininger ans Nationaltheater Mannheim. Von 1977 bis 1988 leitete er als dessen Nachfolger die dortige Schauspielsparte. Seine Tätigkeit in Mannheim erregte überregional Aufsehen, und zwei seiner Mannheimer Inszenierungen wurden zum Berliner Theatertreffen eingeladen.
1988–1993 war Bosse Schauspieldirektor am Staatstheater Stuttgart, wohin er etwa die Hälfte des Mannheimer Ensembles mitnahm. Seine Stuttgarter Arbeiten wurde von der lokalen Presse sehr kritisch beurteilt. 1991 wurde er (zur Spielzeit 1993/1994) zum Intendanten des Schauspiels Essen gewählt. Schon in der Spielzeit 1992/1993 hatte er – neben der Leitung in Stuttgart – diesen Posten dann wegen des vorzeitigen Rückzugs von Hansgünther Heyme inne. In Essen präsentierte er in der ersten Spielzeit mangels eines eigenen Ensembles internationale Gastspiele. Ab 1993 war er mit eigenem festem Ensemble als Intendant in Essen tätig. Seit dem Ende seiner Intendanz 2005 war er weiterhin freischaffend als Regisseur tätig.
Als erste Oper inszenierte Bosse 2002 in Bonn Verdis Simon Boccanegra.
Bosse war Mitglied der Deutschen Akademie der Darstellenden Künste.

## Inszenierungen (Auswahl)
- Friedrich Wolf: Cyankali, Nationaltheater Mannheim 1975
- Ödön von Horváth: Die Bergbahn, Nationaltheater Mannheim 1977
- Volker Braun: Guevara oder der Sonnenstaat, Uraufführung, Nationaltheater Mannheim 1978
- Arnolt Bronnen: Vatermord, Nationaltheater Mannheim 1979 (Berliner Theatertreffen 1980)
- William Shakespeare: Richard III., Nationaltheater Mannheim 1979
- Botho Strauß: Trilogie des Wiedersehens, Nationaltheater Mannheim 1979
- Rolf Hochhuth: Ärztinnen, Uraufführung, Nationaltheater Mannheim 1980
- Frank Wedekind: Lulu, Nationaltheater Mannheim 1981
- Bertolt Brecht: Im Dickicht der Städte, Burgtheater Wien, 1982
- Bernard-Marie Koltès: Quai West, Nationaltheater Mannheim 1987 (Berliner Theatertreffen 1987)
- Heinar Kipphardt: Joel Brand, Staatstheater Stuttgart 1989
- Botho Strauß: Die Zeit und das Zimmer, Staatstheater Stuttgart 1989
- Arthur Miller: Blick von der Brücke, Staatstheater Stuttgart 1989
- William Shakespeare: König Lear (mit Franz Mazura), Staatstheater Stuttgart 1990
- Joachim Burkhardt: Potsdam, Uraufführung, Staatstheater Stuttgart 1991
- Tony Kushner: Angels in America, Schauspiel Essen 1993
- Klaus Pohl: Manni Ramm I, Uraufführung, Schauspiel Essen 1994
- Klaus Mann / Ariane Mnouchkine: Mephisto, Schauspielhaus Zürich 1996
- Marius von Mayenburg: Feuergesicht, Uraufführung, Münchner Kammerspiele 1998
- Biljana Srbljanović: Belgrader Trilogie, Deutsche Erstaufführung, Schauspiel Essen 1999
- Laurent Gaudé: Kampfhunde, Uraufführung, Schauspiel Essen 2000
- Mark Herman / Paul Allen: Brassed Off (Bühnenfassung), Schauspiel Essen 2001
- David Edgar: Gefangenendilemma, Deutsche Erstaufführung, Schauspiel Essen 2003